# هاروكا أبينو
أبينو هاروكاس (あべのハルカス) هي منشأة تجارية متعددة الأغراض في أبينوسوجي إيتشومي، أبينو كو، أوساكا، اليابان. ويتكون من الملحق الجديد والملحق الشرقي وناطحة سحاب شاهقة الارتفاع أبينو هاروكاس. يبلغ ارتفاع المبنى 300 متر (984 قدمًا) ويتكون من 62 طابقًا. كان أطول مبنى في اليابان من عام 2014 إلى عام 2023، حتى استحوذ برج أزابوداي هيلز موري جي بي على اللقب.
المرفق هو مبنى المحطة البديل المخطط له لمحطة أوساكا أبينوباشي، محطة خط كينتيتسو مينامي أوساكا. يحتوي على متجر كينتيتسو متعدد الأقسام، المتجر الرئيسي أبينو هاروكاس، وفندق ماريوت الدولي، والحرم الجامعي ومكتب مبيعات شركة شارب. تبلغ مساحته الأرضية حوالي 100000 متر مربع (1100000 قدم مربع)، مما يجعله واحدًا من أكبر المتاجر الكبرى في اليابان. تم الانتهاء من البناء في 7 مارس 2014.

## وصلات خارجية
- الموقع الرسمي